# (7859) Lhasa
(7859) Lhasa ist ein Asteroid des mittleren Hauptgürtels, der am 19. Oktober 1979 von dem tschechischen Astronomen Antonín Mrkos am Kleť-Observatorium (IAU-Code 046) bei Český Krumlov entdeckt wurde. Unbestätigte Sichtungen des Asteroiden hatte es schon vorher gegeben, zum Beispiel mit der vorläufigen Bezeichnung 1974 RG am 11. September 1974 am Krim-Observatorium in Nautschnyj.
Der Asteroid hat einen mittleren Durchmesser von 16,00 (± 1,7) km und hat mit einer Albedo von 0,0330 (± 0,008) eine sehr dunkle Oberfläche, die schwärzer als Kohle ist, noch schwärzer als zum Beispiel diejenige des Asteroiden (253) Mathilde. Die Oberfläche hat damit einen mittleren Rückstrahlungswert, der mit schwarzem Tonerpulver vergleichbar ist.
Mittlere Sonnenentfernung (große Halbachse), Exzentrizität und Neigung der Bahnebene von (7859) Lhasa entsprechen grob der Dora-Familie, einer Gruppe von Asteroiden, die nach (668) Dora benannt ist.
Der Asteroid ist nach der tibetischen Hauptstadt Lhasa benannt. Die Benennung von (7859) Lhasa erfolgte auf Vorschlag des tschechischen Astronomenehepaares Jana Tichá und Miloš Tichý durch die Internationale Astronomische Union (IAU) am 23. Mai 2000.